# Ocupación rusa del óblast de Chernígov
La ocupación rusa del óblast de Chernígov, denominada por el gobierno ruso como «Administración Civil-Militar de Chernígov», fue una ocupación militar, que comenzó el 24 de febrero de 2022, después de que las fuerzas rusas invadieran Ucrania y comenzaran a capturar y ocupar partes del óblast de Chernígov.
La capital del óblast, Chernígov, nunca llegó a ser capturada por las fuerzas rusas, pero si sufrió grandes bombardeos por la artillería rusa (Bombardeo de Chernígov), sin embargo, otras ciudades si cayeron bajo control ruso, incluidas Borzna, Koriúkivka, Nova Basan o Gorodniá. El 3 de abril de 2022, las fuerzas rusas abandonaron el óblast y pusieron fin a su ocupación militar.

## Ocupación

### Ocupación Rusa
El 24 de febrero de 2022, una columna mixta rusa de hasta 300 vehículos armados y 16.800 soldados se adentraban en el óblast de Chernígov, después de enfrentarse a los pocos soldados ucranianos que había en la zona y a las unidades fronterizas, consiguieron capturar y asediar las primeras ciudades.

#### Chernígov (capital del óblast)
El 25 de febrero de 2022, el Ministerio de Defensa ruso anunció que las fuerzas rusas estaban sitiando la ciudad de Chernígov. Al día siguiente, las fuerzas ucranianas en la ciudad afirmaron haber derrotado a una de las unidades que imponían el asedio.
El 1 de marzo, Vyacheslav Chaus, el alcalde de la ciudad de Chernígov, afirmó que todos los puntos de acceso a la ciudad estaban intensamente minados.
El 10 de marzo, el alcalde de Chernígov anunció que las fuerzas rusas habían completado el cerco a la ciudad y añadió que la ciudad estaba completamente aislada con la infraestructura muy crítica para sus 300.000 residentes ya estaba fallando rápidamente al ser sometida a intensos bombardeos. También afirmó que Rusia atacó a 7 civiles que escapaban a través de un convoy de evacuación. Un ataque aéreo ruso también dañó el Chernígov Arena.
El 11 de marzo, las fuerzas ucranianas afirmaron haber destruido un pequeño convoy con una unidad de misiles rusa que bombardeaba la ciudad a pocos kilómetros de esta, y algunas tropas rusas que se encontraban en el convoy se rindieron.
El 25 de marzo, las autoridades ucranianas dijeron que las fuerzas rusas habían aislado el norte de la ciudad de Chernígov después de destruir un puente de carretera que cruzaba el río Desná en el sur, mientras que los intentos de rodear completamente la ciudad no tuvieron éxito.
El 31 de marzo, el ejército ucraniano recuperó la autopista M01 que conecta Kiev y Chernígov, poniendo fin al asedio. El alcalde informó que era la primera noche tranquila desde que comenzó la guerra.

#### Nóvgorod-Síverski
El 24 de febrero de 2022, la ciudad de Nóvgorod-Síverski cayó bajo ocupación rusa (batalla de Nóvgorod-Síverski) después de que los residentes de la ciudad avistasen las primeras columnas rusas mecanizadas adentrándose por la frontera entre Bielorrusia-Ucrania que horas más tarde llegarían a la ciudad y la capturarían, aunque después de la captura sin resistencia de la ciudad los residentes cortarían la carretera P-65 formando una barrera humana en señal de protesta por la ocupación que más tarde sería disuelta.
El 28 de febrero, Olena Safóntseva, la alcaldesa de la ciudad de Nóvgorod-Síverski, afirmó que la ciudad estaba bajo ocupación y más tarde ese mismo día, las autoridades de la ciudad negociaron con las fuerzas rusas y se llegó a un acuerdo entre ambos bandos con el cual las fuerzas rusas aceptaron no cambiar el gobierno de la ciudad y retirar la bandera ucraniana, a cambio de que los funcionarios de la ciudad acordaran que no les atacarían ni sabotearian.

#### Koriúkivka
El 24 de febrero de 2022, la ciudad de Koriúkivka cayó bajo ocupación rusa (batalla de Koriúkivka), después de que las fuerzas rusas empezasen a sitiar Chernígov lanzaron una ofensiva al norte del óblast para crear un corredor de suministros seguro que pasase por esta ciudad. Las tropas rusas al llegar a la ciudad fueron sorprendidas por las fuerzas partisanas en la zona con varias escaramuzas, pero aun así lograron asentarse en las instalaciones de la iglesia, ubicada en el centro de la ciudad.

### Establecimiento del Cuartel militar
El 25 de febrero de 2022, Rusia capturó Gorodniá, una ciudad en el raión de Chernígov y estableció allí su cuartel general militar.

### Retirada de Rusia
El 23 de marzo de 2022 comenzó la contraofensiva del norte de Ucrania que puso fin al asedio de la ciudad de Chernígov al igual que al control ruso sobre muchas localidades en el óblast. Después de los combates, Rusia comenzó a retirar tropas del norte de Ucrania, incluido el raión de Chernígov y las fuerzas ucranianas comenzaron a recuperar muchas ciudades y asentamientos en el óblast y el 3 de abril, los funcionarios y locales ucranianos del óblast afirmaron que las fuerzas rusas abandonaron completamente el óblast de Chernígov para su redespliegue en el Dombás y en Ucrania meridional.

### Recapturación del óblast
Después de que las fuerzas rusas se retiraran, las fuerzas ucranianas comenzaron operaciones de desminado en el óblast de Chernígov.
El 8 de abril de 2022, Viacheslav Chaus, gobernador del óblast de Chernígov, afirmó que todas las tropas rusas habían abandonado la región, pero que aún era inseguro debido al equipo militar y otras municiones que las tropas rusas habían dejado tras su retirada.
Las fuerzas rusas durante la Guerra de Ucrania aún siguen bombardeando pequeñas ciudades y pueblos en el óblast debido a la existencia de almacenes de armamento ucraniano y fortificaciones en la zona.

## Control de ciudades
| Nombre                      | Población          | Raión              | Capturación y recapturación                                                                   |
| Raión de Chernígov          | Raión de Chernígov | Raión de Chernígov | Raión de Chernígov                                                                            |
| --------------------------- | ------------------ | ------------------ | --------------------------------------------------------------------------------------------- |
| Berezna                     | 4.338              | Chernígov          | Sin capturar.                                                                                 |
| Chernígov (capital)         | 285.234            | Chernígov          | Asediado por Rusia el 24 de febrero de 2022. Recapturado por Ucrania el 31 de marzo de 2022.  |
| Desna                       | 7.297              | Chernígov          | Capturado por Rusia el 28 de febrero de 2022. Recapturado por Ucrania el 30 de marzo de 2022. |
| Honcharivske                | 3.289              | Chernígov          | Capturado por Rusia el 26 de febrero de 2022. Recapturado por Ucrania el 31 de marzo de 2022. |
| Horodnia                    | 11.710             | Chernígov          | Capturado por Rusia el 24 de febrero de 2022. Recapturado por Ucrania el 4 de abril de 2022.  |
| Kulykivka                   | 4.928              | Chernígov          | Sin capturar.                                                                                 |
| Liubech                     | 1.939              | Chernígov          | Capturado por Rusia el 24 de febrero de 2022. Recapturado por Ucrania el 2 de abril de 2022.  |
| Mykhailo-Kotsiubynské       | 2.851              | Chernígov          | Capturado por Rusia el 25 de febrero de 2022. Recapturado por Ucrania el 31 de marzo de 2022. |
| Olyshivka                   | 1.794              | Chernígov          | Sin capturar.                                                                                 |
| Oster                       | 5.655              | Chernígov          | Capturado por Rusia el 1 de marzo de 2022. Recapturado por Ucrania el 29 de marzo de 2022.    |
| Ripky                       | 6.807              | Chernígov          | Capturado por Rusia el 24 de febrero de 2022. Recapturado por Ucrania el 4 de abril de 2022.  |
| Kozelets                    | 7.646              | Chernígov          | Capturado por Rusia el 27 de febrero de 2022. Recapturado por Ucrania el 29 de marzo de 2022. |
| Raión de Koriúkivka         |                    |                    |                                                                                               |
| Brech                       | 2.226              | Koriúkivka         | Sin capturar.                                                                                 |
| Kholmy                      | 2.459              | Koriúkivka         | Sin capturar.                                                                                 |
| Koriúkivka (capital)        | 12.409             | Koriúkivka         | Capturado por Rusia el 26 de febrero de 2022. Recapturado por Ucrania el 5 de abril de 2022.  |
| Mena                        | 11.096             | Koriúkivka         | Capturado por Rusia el 27 de febrero de 2022. Recapturado por Ucrania el 5 de abril de 2022.  |
| Snovsk                      | 10.825             | Koriúkivka         | Capturado por Rusia el 25 de febrero de 2022. Recapturado por Ucrania el 4 de abril de 2022.  |
| Sosnytsya                   | 6.708              | Koriúkivka         | Sin capturar.                                                                                 |
| Raión de Nóvgorod-Síverski  |                    |                    |                                                                                               |
| Hremyach                    | 1.399              | Nóvhorod-Síverski  | Capturado por Rusia el 24 de febrero de 2022. Recapturado por Ucrania el 11 de abril de 2022. |
| Korop                       | 4.490              | Nóvhorod-Síverski  | Sin capturar.                                                                                 |
| Nóvgorod-Síverski (capital) | 12.647             | Nóvhorod-Síverski  | Capturado por Rusia el 24 de febrero de 2022. Recapturado por Ucrania el 6 de abril de 2022.  |
| Ponornytsia                 | 1.931              | Nóvhorod-Síverski  | Sin capturar.                                                                                 |
| Semenivka                   | 7.792              | Nóvhorod-Síverski  | Capturado por Rusia el 24 de febrero de 2022. Recapturado por Ucrania el 4 de abril de 2022.  |
| Zhadove                     | 2.034              | Nóvhorod-Síverski  | Capturado por Rusia el 25 de febrero de 2022. Recapturado por Ucrania el 3 de abril de 2022.  |
| Raión de Nizhyn             |                    |                    |                                                                                               |
| Bajmach                     | 17.192             | Nizhyn             | Capturado por Rusia el 24 de febrero de 2022. Recapturado por Ucrania el 7 de abril de 2022.  |
| Baturyn                     | 2.458              | Nizhyn             | Capturado por Rusia el 24 de febrero de 2022. Recapturado por Ucrania el 7 de abril de 2022.  |
| Bobrovytsia                 | 10.742             | Nizhyn             | Capturado por Rusia el 3 de marzo de 2022. Recapturado por Ucrania el 2 de abril de 2022.     |
| Borzna                      | 9.632              | Nizhyn             | Capturado por Rusia el 26 de febrero de 2022. Recapturado por Ucrania el 4 de abril de 2022.  |
| Dmytrivka                   | 2.090              | Nizhyn             | Capturado por Rusia el 25 de febrero de 2022. Recapturado por Ucrania el 5 de abril de 2022.  |
| Kruty                       | 1.330              | Nizhyn             | Capturado por Rusia el 28 de febrero de 2022. Recapturado por Ucrania el 3 de abril de 2022.  |
| Lykhachiv                   | 1.052              | Nizhyn             | Capturado por Rusia el 27 de febrero de 2022. Recapturado por Ucrania el 3 de abril de 2022.  |
| Makiivka                    | 2.024              | Nizhyn             | Capturado por Rusia el 1 de marzo de 2022. Recapturado por Ucrania el 2 de abril de 2022.     |
| Nova Basán                  | 2.929              | Nizhyn             | Capturado por Rusia el 1 de marzo de 2022. Recapturado por Ucrania el 31 de marzo de 2022.    |
| Nosivka                     | 13.120             | Nizhyn             | Sin capturar.                                                                                 |
| Nizhyn (capital)            | 66.983             | Nizhyn             | Sin capturar.                                                                                 |
| Raión de Pryluky            |                    |                    |                                                                                               |
| Dihtyari                    | 1.160              | Pryluky            | Capturado por Rusia el 4 de marzo de 2022. Recapturado por Ucrania el 4 de abril de 2022.     |
| Ichnia                      | 10.585             | Pryluky            | Sin capturar.                                                                                 |
| Ivanhorod                   | 1.193              | Pryluky            | Capturado por Rusia el 28 de febrero de 2022. Recapturado por Ucrania el 4 de abril de 2022.  |
| Ladan                       | 5.671              | Pryluky            | Sin capturar.                                                                                 |
| Mala Divytsya               | 1.931              | Pryluky            | Capturado por Rusia el 1 de marzo de 2022. Recapturado por Ucrania el 3 de abril de 2022.     |
| Parafiivka                  | 2.169              | Pryluky            | Sin capturar.                                                                                 |
| Pryluky (capital)           | 52.553             | Pryluky            | Sin capturar.                                                                                 |
| Sribne                      | 3.001              | Pryluky            | Capturado por Rusia el 2 de marzo de 2022. Recapturado por Ucrania el 4 de abril de 2022.     |
| Talalaivka                  | 4.562              | Pryluky            | Capturado por Rusia el 28 de febrero de 2022. Recapturado por Ucrania el 5 de abril de 2022.  |
| Varva                       | 7.581              | Pryluky            | Sin capturar.                                                                                 |